# Stanisław Banaszkiewicz
Stanisław Banaszkiewicz (ur. 1932) – polski chemik, doktor nauk chemicznych.

## Życiorys
Absolwent Państwowej Wyższej Szkoły Pedagogicznej w Łodzi, doktoryzował się w zakresie chemii organicznej na Uniwersytecie Śląskim. W 1968 podjął pracę w ośrodku radomskim Kielecko-Radomskiej Wyższej Szkoły Inżynierskiej w Kielcach (późniejszej Politechnice Świętokrzyskiej). Był wykładowcą podstaw chemii oraz chemii organicznej na Wydziale Materiałoznawstwa i Technologii Obuwia. Uczestnik 49-dniowego strajku na Wyższej Szkole Inżynierskiej w Radomiu w 1981 roku. Od 2005 jest na emeryturze, do roku 2011 prowadził koło chemiczne wraz z mgr Ewą Serafin w VI Liceum Ogólnokształcącym im. Jana Kochanowskiego w Radomiu, gdzie pracował od 1954.
Współtworzył Regionalny Konkurs Chemiczny Politechniki Radomskiej. Jest członkiem Polskiego Towarzystwa Chemicznego i Komitetu Głównego Olimpiady Chemicznej. W 1994 za działalność dydaktyczną został uhonorowany medalem Jana Harabaszewskiego. W 2008 został przedstawiony do tytułu Honorowego Obywatela Radomia, którą to godność otrzymał w czerwcu 2013.

## Wybrane publikacje
- Zadania egzaminacyjne z chemii dla kandydatów na wyższe uczelnie techniczne, Stanisław Banaszkiewicz, Jerzy Borycki, Wojciech T. Kacperski, Wyższa Szkoła Inżynierska im. Kazimierza Pułaskiego w Radomiu, Radom 1989.
- Piąty Konkurs Chemiczny dla szkół średnich województwa radomskiego, Stanisław Banaszkiewicz, Jerzy Borycki, Wojciech T. Kacperski, Ryszard Świetlik, Wyższa Szkoła Inżynierska im. Kazimierza Pułaskiego w Radomiu, Radom 1988.
- Materiały pomocnicze z chemii dla kandydatów na Wydział Materiałoznawstwa i Technologii Obuwia WSI w Radomiu, Stanisław Banaszkiewicz, Jerzy Borycki, Wojciech T. Kacperski, Wyższa Szkoła Inżynierska im. Kazimierza Pułaskiego w Radomiu, Radom 1989.
- Tematy egzaminacyjne z chemii z rozwiązaniami dla kandydatów na wyższe uczelnie techniczne w latach 1987–1988, Stanisław Banaszkiewicz, Wojciech T. Kacperski, Ryszard Świetlik, Państwowe Wydawnictwo Naukowe, Warszawa – Kraków 1990.
- Elementy chemii organicznej, Stanisław Banaszkiewicz, Krzysztof Golec, Wydawnictwo Politechniki Radomskiej, Radom 2002, ISBN 83-7351-086-9.
- Podstawy chemii, Wydawnictwo Politechniki Radomskiej, Radom 2003, ISBN 83-7351-011-7.
- Chemia organiczna 2: zbiór zadań Wydawnictwo Nowa Era 2004, ISBN 83-7409-178-9.
- Analiza związków organicznych, Stanisław Banaszkiewicz, Roman Kukułka, Maria Manek, Wydawnictwo Politechniki Radomskiej, Radom 2005, ISBN 83-7351-166-0.
- Ćwiczenia laboratoryjne z chemii organicznej, Wydawnictwo Politechniki Radomskiej, Radom 2006, ISBN 83-7351-090-7.